# 林恩鎮區 (密蘇里州登特縣)
林恩鎮區（英語：Linn Township）是位於美國密蘇里州登特縣的一個行政鎮區。

## 地方資料
林恩鎮區的面積為97.12平方千米，當中陸地面積為97.05平方千米，而水域面積為0.07平方千米。根據2020年美國人口普查的數據，當地共有人口152人，而人口密度為每平方千米1.57人。